# Панама (Іллінойс)
Панама (англ. Panama) — селище (англ. village) в США, в окрузі Бонд штату Іллінойс. Населення — 337 осіб (2020).

## Географія
Панама розташована за координатами 39°1′45″ пн. ш. 89°31′28″ зх. д. / 39.02917° пн. ш. 89.52444° зх. д. (39.029261, -89.524410).  За даними Бюро перепису населення США в 2010 році селище мало площу 0,93 км², з яких 0,93 км² — суходіл та 0,00 км² — водойми.

## Демографія
Згідно з переписом 2010 року, у селищі мешкали 343 особи в 158 домогосподарствах у складі 97 родин. Густота населення становила 367 осіб/км².  Було 177 помешкань (190/км²).
Расовий склад населення:
| - 98,5 % — білих - 0,3 % — чорних або афроамериканців |

До двох чи більше рас належало 1,2 %. Частка іспаномовних становила 1,2 % від усіх жителів.
За віковим діапазоном населення розподілялося таким чином: 21,0 % — особи молодші 18 років, 57,1 % — особи у віці 18—64 років, 21,9 % — особи у віці 65 років та старші. Медіана віку мешканця становила 43,6 року. На 100 осіб жіночої статі у селищі припадало 106,6 чоловіків;  на 100 жінок у віці від 18 років та старших — 97,8 чоловіків також старших 18 років.
Середній дохід на одне домашнє господарство  становив 48 171 долар США (медіана — 40 000), а середній дохід на одну сім'ю — 50 480 доларів (медіана — 45 000). За межею бідності перебувало 17,9 % осіб, у тому числі 32,0 % дітей у віці до 18 років та 2,1 % осіб у віці 65 років та старших.
Цивільне працевлаштоване населення становило 75 осіб. Основні галузі зайнятості: освіта, охорона здоров'я та соціальна допомога — 32,0 %, виробництво — 17,3 %, роздрібна торгівля — 13,3 %, будівництво — 12,0 %.